# Renversement d'aimantation
En physique de la matière condensée, le renversement d'aimantation est le phénomène par lequel un matériau ferromagnétique ou ferrimagnétique peut voir le sens de son aimantation changée sous l'action d'un stimulus extérieur.

## Mécanismes de renversement d'aimantation lors d'un cycle d'hystérésis
Lorsqu'un champ magnétique appliqué à un matériau ferromagnétique ou ferrimagnétique égale le champ coercitif, la composante du vecteur d'aimantation mesurée le long de la direction du champ appliqué est nulle. Deux processus principaux guident ce phénomène : la propagation de parois de domaines et la rotation cohérente.

### Rotation cohérente
Dans les hypothèses de la rotation cohérente, proposée en premier dans le modèle de Stoner et Wohlfarth (1948), le matériau est assimilé à un moment magnétique unique ou macrospin. Ce moment magnétique est considéré comme libre de rotation. Lorsque l'échantillon est élaboré sous forme de couche mince, l'aimantation est souvent considérée comme confinée au plan de la couche, en raison de l'anisotropie de forme. L'application d'un champ extérieur au système tend à aligner l'aimantation du système avec le champ appliqué, car cela minimise l'énergie magnétique Zeeman. Sous l'hypothèse que l'aimantation se renverse « en bloc », celle-ci tourne donc dans son plan. Le passage au champ coercitif correspond à une orientation de l'aimantation perpendiculaire à la direction du champ appliqué. Ce modèle permet un calcul analytique de la forme des cycles d'hystérésis satisfaisant pour les monocristaux très purs et pour les particules magnétiques de petite taille. Ces matériaux sont surtout élaborés à des fins de recherche fondamentale.

### Renversement de parois
Dans un certain nombre de systèmes, le renversement ne se fait pas par rotation cohérente. Le modèle d'Ising fournit une illustration théorique d'un système qui ne peut pas adopter ce premier mode de renversement. Les modes de renversement par propagation de parois sont plus fréquents dans les matériaux présentant une forte anisotropie magnétique dans la direction de mesure.
Au sein de matériaux se renversant par nucléation de domaines et propagation de parois, la variation d'aimantation mesurée le long du cycle d'hystérésis correspond non pas à une projection de l'aimantation (ce qui était le cas pour la rotation cohérente), mais à l'existence au sein du matériau de différents domaines magnétiques où les aimantations s'orientent selon deux directions opposées. Les domaines sont séparés par des parois de domaine, zones où l'aimantation varie continument d'une direction à l'autre.
Lors du parcours du cycle d'hystérésis près du champ coercitif, le renversement de parois par propagation de domaines consiste pour le système à minimiser son énergie en déplaçant la paroi de façon que le domaine énergétiquement favorisé grandisse. Ce mouvement de paroi nécessite un travail du champ magnétique et participe à la dépense énergétique qui caractérise le phénomène d'hystérésis.
Lorsque l'aimantation se renverse par propagation de parois, la variation d'aimantation le long du cycle d'hystérésis peut être interprétée comme la somme algébrique des aimantations des différents domaines magnétiques qui se sont formés. Le passage au champ coercitif correspond au moment où le volume occupé par les différentes orientations du moment de domaine se compensent exactement.
Ce mouvement de paroi peut également être caractérisé par une résistance de paroi.
Un grand nombre de matériaux industriels développés pour les applications de l'enregistrement magnétique montrent un comportement de renversement d'aimantation par propagation de parois. Cela provient de la présence de défauts cristallins dans le métal magnétique considéré : impuretés, joints de grains, etc. Le rôle des défauts dans la valeur du champ coercitif est par ailleurs complexe. Les défauts peuvent à la fois favoriser la création de domaines et les piéger, empêchant leur déplacement lors d'une variation du champ extérieur.
Le mécanisme de renversement d'aimantation par propagation de parois rend plus difficile l'étude théorique du champ coercitif d'un matériau donné. En effet, la concentration des impuretés, leur nature et leur localisation influent grandement la valeur du champ coercitif. Or ces valeurs peuvent varier d'une méthode de fabrication à une autre, ou d'un laboratoire à un autre, d'où la difficulté de développements théoriques.
La dynamique des parois de domaines dans les matériaux ferromagnétiques partage beaucoup de points communs avec le phénomène de plasticité en physique des matériaux et en métallurgie. En effet, les parois de domaines sont des défauts planaires au même titre que les joints de grains qui contrôlent les phénomènes de plasticité.

## Renversement d'aimantation par courant
L'application d'un courant polarisé en spin à un matériau a pour effet de perturber l'aimantation portée par les atomes. L'aimantation peut être entrainée par précession et peut se renverser.
Ce domaine de la physique rencontre un développement notamment dans le domaine de l'enregistrement magnétique et plus particulièrement comme voie de recherche des MRAM.